# Kyidris media
Kyidris media је инсект из реда Hymenoptera.

## Угроженост
Ова врста се сматра рањивом у погледу угрожености врсте од изумирања.

## Распрострањење
Ареал врсте је ограничен на једну државу. 
Папуа Нова Гвинеја је једино познато природно станиште врсте.

## Станиште
Врста је присутна на подручју острва Нова Гвинеја.